# Patrik Peter

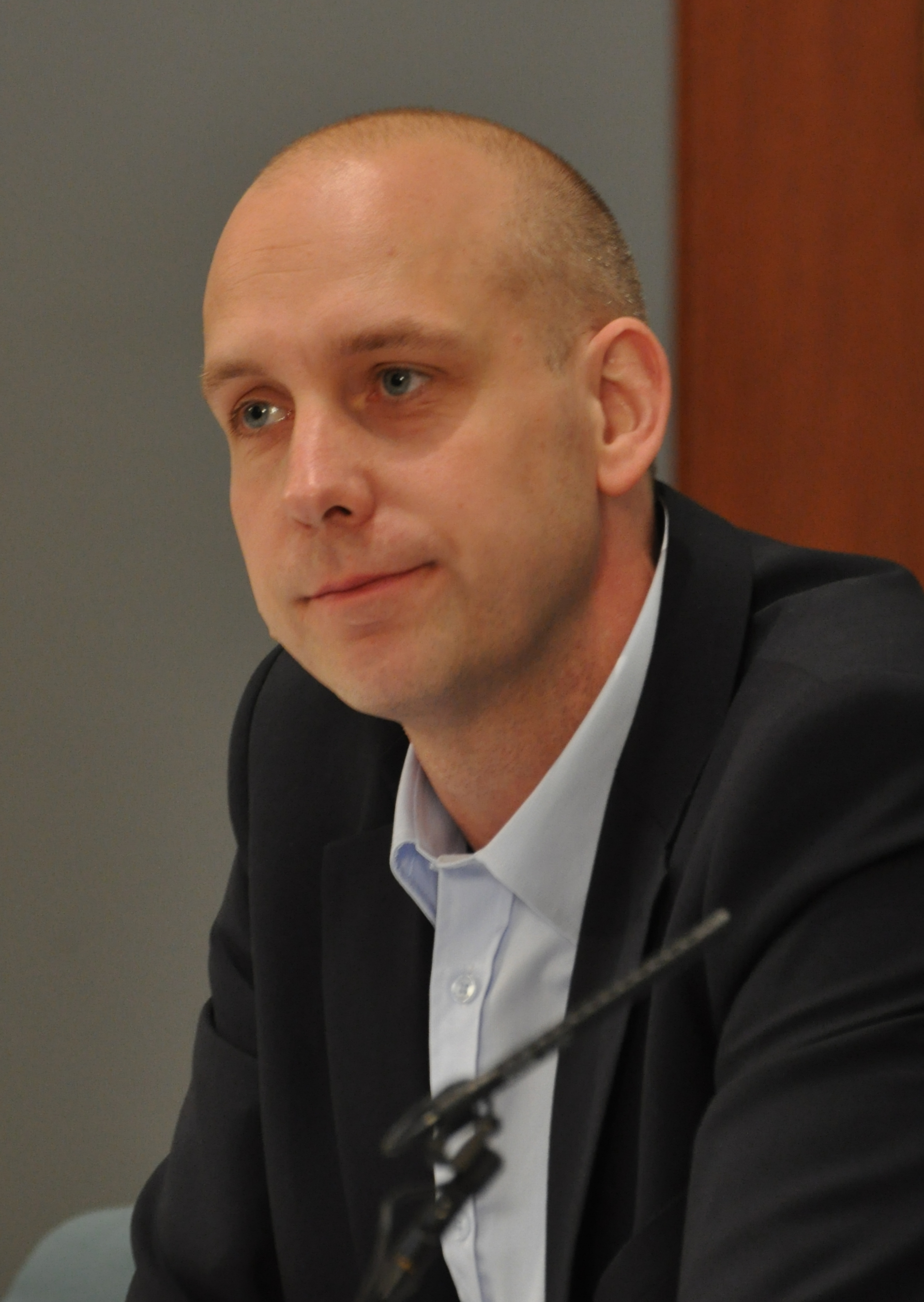
Patrik Peter 2010.

Patrik Peter, född 26 juli 1971, är en svensk journalist som varit programledare i TV och radio och pressekreterare vid Säpo.
Han har varit programledare för bland annat Gomorron Sverige i SVT samt Studio Ett, P1 Morgon och Efter Tre i Sveriges Radio. Under några år arbetade Peter även som programledare för Classic Radio, en reklamfinansierad radiokanal i Stockholm och Göteborg med klassisk musik. Han har också arbetat på Ekot och TV4.
2009 lämnade Peter journalistiken för att bli pressekreterare på Säpo och 2013 blev han kommunikationsdirektör för Migrationsverket.
Sedan 2018 arberar han på rekryterings- och utbildningsföretaget Michaël Berglund.